# Natasha Cicognani
Natasha Cicognani (Cesena, 16 giugno 1982) è un'annunciatrice televisiva e attrice italiana di padre italiano e madre inglese.
Diplomata all'Accademia Nazionale d'Arte Drammatica Silvio d'Amico, ha recitato in teatro e lavorato come attrice per il cinema, per la televisione (Tutta la verità e Il commissario De Luca) e in diversi spot televisivi, tra cui "Sughi freschi" di Giovanni Rana (regia Maura Morales Bergmann) e il premiato spot contro l'HIV (regia Giorgio Pasotti).
Dal 5 luglio 2009 al 1º luglio 2010 è una delle Signorine buonasera della RAI, dove annuncia i programmi di Rai 2 insieme al primo "signorino Buonasera" Livio Beshir.
Ha condotto il programma ITunes Music Festival e la rubrica Almanacco, col collega Livio Beshir, in onda tutte le notti su Rai 2.
Ha condotto per Rai Movie e Rai 4 le interviste sul red carpet alla 67ª Mostra internazionale d'arte cinematografica di Venezia.
Ha condotto per Gambero Rosso Channel (SKY) il programma culinario 30x30 con lo chef Roberto Valbuzzi.

## Filmografia
- Il commissario De Luca, regia di Antonio Frazzi - Miniserie TV (2007) - RAI 1
- Tutta la verità, regia di Cinzia TH Torrini - Miniserie TV (2009) - RAI 1